# 監生
监生，雅稱為太學生、博士弟子員，諸生的一種，指明清两朝，獲得公家的選拔进入国子监读书的生員，或是取得「入国子监資格」的生員。监生出國子監之後，有任官的資格。
清代国子监学生依來源身份，肄業分為监生和贡生，乾隆以前對监生严格考试，后仅存虚名，未必在监读书。一般未入府、州、县学或未經正途科举而欲应乡试、仕官者，须以捐獻銀錢取得例监出身。

## 簡介
明代监生分四类：举监、贡监、廕监、例监。清代监生分四类：恩监、优监、荫监、例监。
明代举监，是指参加会试落榜之举人，由翰林院選擇入国子监讀書者，稱「舉監生」，事實上是舉人，而非普通的生員。
貢監，是指以貢生身份入國子監讀書者，稱為「貢監生」。
例監，是指因朝廷有事，财政不足，官員子弟以捐纳「援例報捐」、「捐資入監」，取得監生資格者，稱「例監生」，又稱附監、增監。
廕监，即廕生，以大臣、官員子弟廕入國子監讀書者。清代分二類：恩廕、難廕，稱「廕監生」。
- 恩廕：滿、漢子弟奉敕送監讀書，恩詔分別內外文武品級，廕子入監。文官京四品、外三品以上，武官二品以上，俱送一子入監。宗室、覺羅給廕送監者。
- 難廕：三品以上官員，任期滿三年，或三司首領、州、縣佐貳官，因公務殉難者，廕一子入監者。

清代恩監，指由漢軍八旗文官學生、算學滿、漢肄業生考入國子監，以及大臣官員後裔，由武生、奉祀生、俊秀選入監者，稱為「恩監生」。
清代優監，每三年由各省學政會同總督、巡撫考試，選文行兼優的附生（通過省考試而附寄於府州縣學者），入国子监肄业者称为「优监生」。
小说《儒林外史》中的吝嗇鬼严致和即为監生。